# Pictures
Pictures ist das 2007 erschienene dritte Studioalbum der georgisch-britischen Sängerin Katie Melua.

## Entstehung und Veröffentlichung
Nach den beiden kommerziell erfolgreichen Vorgängern Call Off the Search (November 2003) und Piece by Piece (September 2005) erschien am 28. September 2007, mehr als zwei Jahre nach der letzten Veröffentlichung, Meluas drittes Album Pictures.
An sechs der zwölf Titel des Albums hat Melua mitgeschrieben, ein Song stammt von ihr allein. Auch auf Pictures stammen wieder fünf der neuen Titel von Mike Batt, während lediglich zwei Coverversionen enthalten sind. Zwei Stücke entstanden in Zusammenarbeit mit der australischen Schauspielerin, Sängerin und Komponistin Andrea McEwan und es findet sich eine Koproduktion mit Molly McQueen. Blues- und Jazzelemente, wie sie vor allem auf Call Off the Search zu finden waren, sind auf dem dritten Album weniger vertreten. Das Album gibt sich poppiger und teilweise rockiger als die beiden ersten.
In den letzten Wochen vor der Veröffentlichung von Pictures wurden die einzelnen Titel zum Probehören auf der Website von Dramatico eingestellt. Unter den von den ersten beiden Alben begeisterten Fans begann eine Diskussion über die qualitative Einordnung des neuen Albums, in deren Verlauf sich zunächst einige eher enttäuscht zeigten, wobei die Kritiken sich auch an Mike Batt richteten. Auch nach dem offiziellen Erscheinen kam es zu weiteren Kritiken, und die Verkaufszahlen schienen diese zunächst zu bestätigen. Im weiteren Verlauf zeichnete sich jedoch auch bei Pictures ein großer kommerzieller Erfolg ab.
Neun der 23 Titel auf der Live Tour 2008 stammten aus dem Album Pictures, die Tour selbst trug auf manchen Eintrittskarten und Werbematerialien auch diesen Namen. Als Melua anlässlich ihres Konzerts in Mailand am 29. April 2008 im Rahmen der Live Tour 2008 gefragt wurde, wie sie das neue Album mit einem Adjektiv bezeichnen würde, sagte sie „moving“, also so viel wie „in Bewegung“.

## CD mit zwei Bonustiteln nur für Japan
Bereits am 19. September 2007 erschien in Japan das Album Pictures mit zwei Bonustiteln. Diese Special Edition wird zuweilen zu marktüblichen Preisen auf Online-Auktionsseiten angeboten. Die Verkäufer stammen meist aus Osteuropa, die CDs machen in der Regel einen einwandfreien Eindruck. Trotzdem ist bei den Fans zum Teil umstritten, ob es sich um Originale oder um perfekte Kopien handelt. Unklar ist auch, warum es überhaupt zu dieser Veröffentlichung kam; es wird vermutet, dass ein besonderer Kaufanreiz für den ostasiatischen Raum geschaffen werden sollte. Interessant an dieser Edition ist für Fans die Möglichkeit, den Titel When You Taught Me How to Dance auf CD zu haben, den es bislang nur auf der DVD Miss Potter als Videoclip gab.
Am 2. September 2007, also knapp ein Monat vor dem angekündigten Erscheinungsdatum, stellte iTunes eine Download-Version von Pictures in sein Online-Angebot, das in mehreren Regionen, darunter UK und Australien, verfügbar war. Es war zunächst unklar, ob es sich dabei um einen Fehler handelte. Am 3. September war das Angebot dann nicht mehr verfügbar, es erschien eine Fehlermeldung mit Verweis auf das Erscheinungsdatum 29. September. Zur Download-Version gehörte als Bonustrack auch die Prince-Cover Under the Cherry Moon, worauf viele Fans wie auch bei weiteren Nur-Download-Titeln, z. B. der späteren Single-Auskopplung Mary Pickford, mit Unverständnis reagierten.
Katie Melua erklärte in einem Interview, iTunes sei ihr Plattenladen und trat am 5. Mai 2008 beim iTunes Festival in Berlin auf. Fast gleichzeitig erschien am 9. Mai 2008 auch eine Vinyl-Auflage des Albums Pictures.

## Titelliste
1. Mary Pickford
2. It’s All in My Head
3. If the Lights Go Out
4. What I Miss About You
5. Spellbound
6. What It Says on the Tin
7. Scary Films
8. Perfect Circle
9. Ghost Town
10. If You Were a Sailboat
11. Dirty Dice
12. In My Secret Life
13. When You Taught Me How to Dance – Bonustitel Japan
14. The Closest Thing to Crazy (Acoustic) – Bonustitel Japan

### Mary Pickford
Das ursprüngliche Konzept des Albums war es, die Musik zu einem imaginären Tarantino-Film zu schreiben. Katie Melua wollte damit ihrer Leidenschaft für Filme, vor allem Horrorfilme, Ausdruck verschaffen. Allerdings stellte sich dieses Vorhaben als zu komplex heraus und das Thema „Film“ wurde stattdessen weiter gefasst. So handelt der erste Titel von der Stummfilm-Schauspielerin Mary Pickford und der Gründung der Filmgesellschaft United Artists.
Stilistisch lässt sich dieser in A-Dur geschriebene, leicht swingende Akustiktitel nicht eindeutig einordnen. Strophe, Refrain und C-Part haben jeweils eine Länge von zwölf Takten und verweisen trotz der klaren Stimmführung in ihrem Grundcharakter auf Elemente des Rhythm ’n’ Blues, was durch die Standardfiguren von Gitarre und Bass noch deutlicher wird. Am Ende des Refrains wird die Gesangsstimme recht tief und nimmt eine für Folkmusik oft typische Abschlusswendung. Der um eine kleine Terz in C-Dur wechselnde C-Part bietet einen an die Musik der Romantik erinnernden Kontrast zum Schema von Strophe und Refrain und lockert das Stück in Richtung Pop auf. Bei der melodischen Rückkehr vom Refrain zur Strophe bewegt sich die Akustikgitarre technisch versiert zwischen Klassik und Folk.
Mary Pickford wurde am 26. November 2007 als zweite Single des Albums veröffentlicht. Es war allerdings eine reine Downloadsingle, d. h. sie konnte nur bei Musikanbietern im Internet heruntergeladen werden und es wurde keine CD auf den Markt gebracht.

### It’s All in My Head
Das Stück nimmt den Grundton des ersten Titels auf, wechselt aber das Tongeschlecht und erzeugt mit diesem direkten Übergang von A-Dur zu a-Moll den Eindruck einer Stimmungsänderung.

### If the Lights Go Out
Titel Nr. 3 ist die Coverversion eines Mike-Batt-Songs, den die Hollies 1983 auf ihrem Album What Goes Around einspielten. Ein kraftvoll mit Bass, E-Gitarre und Schlagzeug unterlegter, ohne C-Part auskommender Popsong, der musikalisch in den 1960er-Jahren bei Gruppen wie den Byrds wurzelt und sich auf der Grundkadenz mit dem typischen Einsatz des zum Durakkord auf der ersten Stufe parallelen Mollakkords entwickelt. Eine eher für die beginnenden 1980er-Jahre charakteristische Aussage findet sich an der Textstelle:

„Start living for today. 
 Don't think about tomorrow.“

Auffällig ist, dass diese Stelle in der am 25. Februar 2008 erscheinenden Single-Fassung zu

„Start living for today.
 Think about tomorrow.“

wird.
Eine Erklärung ist, dass eine positive Botschaft vermittelt werden soll, die Menschen sollen eben gerade an „morgen“ denken, auch wenn die Zukunft dies vielleicht schwermacht. Auch auf ihrer Live Tour 2008 ist Katie Melua bislang bei dieser Version geblieben und leitet den Titel dort mit Verweis auf ihr in mancher Hinsicht im Aufbau begriffenes Heimatland Georgien zuweilen in diesem Sinne ein, z. B. am 26. März 2008 in der Salle Erasme in Straßburg. Eine Sicht, die sich auf den ersten Blick nicht mehr ganz mit der ursprünglichen Aussage deckt, wie sie zum Zeitpunkt der Veröffentlichung der Single ja auch in einem Katie-Melua-Zitat bekräftigt wurde.
Als B-Seite enthält die Single den Titel Looking for Clues, eine Coverversion des Songs von Robert Palmer.

### What I Miss About You
lautet der vierte Titel auf dem Album, aber eigentlich geht es um das genaue Gegenteil, denn im zweiten Teil des Songs heißt es:

„What I Don't Miss About You“

Wieder geht es um das Ende einer Liebe, aber anders als beim traurig-düsteren d-Moll-Blues Piece by Piece rechnet die in der Liebe Enttäuschte hier in einem in der Paralleltonart F-Dur gehaltenen, wenn auch langsamen und Mollakkorde dabei reichlich einsetzenden Popsong auf ironische, fast schon zynische Weise mit dem ehemaligen Partner ab, indem zunächst auf den ersten Blick wehmütig Dinge aufgezählt werden, die sie vermisst, um dann fast schon abschätzig festzustellen, „Nein, das vermisse ich nicht, seit du weg bist“:

„Your habit of soaking yourself in over-priced cologne“

Die musikalische Umsetzung erfolgt einfach und wirkungsvoll unter Verwendung der Standardakkordfolge für die Strophe:
F - Dm - F - Gm - Am - Bb - Dm - C - Bb - F
und einer Variation darüber für den Refrain:
Dm - Am - Bb - F - Bb - F - C
Auf einen C-Part wird verzichtet, das Stück bezieht seine Spannung aus der im Refrain nach oben verlaufenden Melodie und der stärker werdenden Aussage im Text.
What I Miss About You entstand aus einer Zusammenarbeit von Andrea McEwan (Text) und Katie Melua (Musik). Bei Musikstücken, die sie anhöre, achte sie -- möglichst -- stets zuerst auf die Lyrics und dann auf die Musik, und entsprechend ginge sie auch bei Eigenkompositionen vor, so äußerte sich Katie Melua am 4. April 2008 in der Radiosendung Nocturnes bei RTL France, die sie komoderierte.

### Spellbound
Dies ist das einzige von Melua allein geschriebene Stück auf dem Album. Es ist nach ihren eigenen Angaben leicht von georgischer Volksmusik beeinflusst:

„(...)slightly influenced by georgian folk music“

Spellbound entfernt sich weit von den Wurzeln des Blues und ist im Vergleich zu anderen Titeln auf dem Album recht kompliziert mit Rhythmus-, Takt- und Tonartwechseln aufgebaut.

### Scary Films
Der Titel bedeutet Horrorfilme und zeigt seinen Bezug schon durch den Titel ganz offensichtlich.

### Perfect Circle
Konzertbesucher hatten bereits im Juli 2007 Gelegenheit, diesen Titel vorab zu hören und zu erleben. Auf ihrer Tournee 2007 spielte Katie Melua überraschend Perfect Circle als zweites Stück hinter Thankyou Stars, gefolgt von Blues in the Night und Blame It on the Moon, ohne es jedoch als neuen Titel ihres kommenden Albums vorzustellen. Den Sologitarren-Part bei dieser Tour übernahm Justin Sandercoe, der bereits zuvor häufig mit Katie Melua zusammengearbeitet und auch den auf einer der beiden 2004/2005 erschienenen Versionen der Maxi-Single Call Off the Search enthaltenen Titel Turn to Tell geschrieben hatte.
Perfect Circle ist der achte Titel auf Pictures und wurde von Katie Melua und Molly McQueen geschrieben. Stilistisch erinnert das Stück mit seinen leicht rockigen Blues-Elementen an die Dire Straits, wobei die Studioversion noch durch das Arrangement Mike Batts mit Hintergrund-Piano, weich klingenden Gitarren und Bläsereinsatz gekennzeichnet ist.
Auf der Live Tour 2008 steht Perfect Circle auf Platz zwölf der Setliste und bildet auch zeitlich -- zusammen mit dem unmittelbar danach vorgetragenen What I Miss About You -- ziemlich genau die Mitte des Konzerts. Bereits die Vorabfassung 2007 unterschied sich von der Studiofassung durch ein recht langes Outro mit Piano- und Gitarrensolo, bei der Live Tour 2008 nimmt das Outro mit Improvisationen über nur einen Akkord, bei dem Piano und Gitarre zuweilen miteinander wetteifern, fast die Hälfte des Stücks ein, das nun knapp sechseinhalb Minuten dauert. 
Justin Sandercoe, dessen letzter Auftritt mit Katie Melua am 10./11. November 2007 bei der AVO-Session zu sehen war, war bei dieser Tour nicht mehr dabei. An seine Stelle trat der Session-Musiker Luke Potashnick. Der deutlicher durch Blues- und Rockelemente geprägte Klang seiner Gitarre sowie seine Spielweise erinnern zuweilen an Eric Clapton, aber auch an Carlos Santana. Eine besonders charakteristische Note erhält die Live-Version von Perfect Circle durch zum Teil sehr freie Improvisationen des Pianisten Jim Watson, dessen Part allerdings zuweilen die zweite Besetzung Rob Taggart übernimmt.
Bei einigen Fachkritikern gilt Perfect Circle als einer der besten Titel von Pictures:

„Es ist auch bei anderen Stücken ihre Stimme, vor allem aber die Art, wie sie die Gefühle so echt darin transportiert, die das Album wirklich hörenswert machen. "Perfect Circle" etwa, in dem sie wütend aus der kleinen perfekten Welt ausbrechen will.“

### If You Were a Sailboat
Am 24. September 2007 wurde der von Mike Batt geschriebene Titel If You Were A Sailboat als Vorabsingle veröffentlicht. Die Single wurde in einer limitierten Auflage von 15.000 Stück auf den Markt gebracht und jedes Cover trägt eine Seriennummer. Als B-Seiten enthalten sind die von Mike Batt geschriebenen Titel Junk Mail und Straight to DVD sowie eine Coverversion des David-Gray-Songs This Year's Love.

### Dirty Dice
Text und Musik des vorletzten Titels spielen mit Motiven aus dem Genre des Italo-Western

„'Dirty dice' is our take on a spaghetti western.“

## Mitwirkende
- Gesang und Gitarre: Katie Melua
- Gitarren: John Parricelli, Steve Donnelly und Chris Spedding
- Klavier und Orgel: Mike Batt
- Bass: Tim Harries
- Percussion: Ray Cooper
- Zusatz-Percussion: Rob Ferrer
- Solotrompete: Dominic Glover
- Streichinstrumente und Flöte: The Irish Film Orchestra
- Musikalische Leitung: Mike Batt

## Kommerzieller Erfolg

### Chartplatzierungen
Das Album avancierte zum Nummer-eins-Erfolg in den Niederlanden und der Schweiz.
| ChartsChartplatzierungen     | Höchstplatzierung | Wochen |
| ---------------------------- | ----------------- | ------ |
| Deutschland (GfK)            | 2 (47 Wo.)        | 47     |
| Österreich (Ö3)              | 6 (29 Wo.)        | 29     |
| Schweiz (IFPI)               | 1 (49 Wo.)        | 49     |
| Vereinigtes Königreich (OCC) | 2 (26 Wo.)        | 26     |

| ChartsJahrescharts (2007)    | Platzierung |
| ---------------------------- | ----------- |
| Deutschland (GfK)            | 42          |
| Österreich (Ö3)              | 68          |
| Schweiz (IFPI)               | 9           |
| Vereinigtes Königreich (OCC) | 49          |

| ChartsJahrescharts (2008) | Platzierung |
| ------------------------- | ----------- |
| Deutschland (GfK)         | 53          |
| Schweiz (IFPI)            | 29          |

### Auszeichnungen für Musikverkäufe
| Land/Region                  | Auszeichnungen für Musikverkäufe (Land/Region, Auszeichnung, Verkäufe) | Verkäufe    |
| ---------------------------- | ---------------------------------------------------------------------- | ----------- |
| Belgien (BRMA)               | Gold                                                                   | (15.000)    |
| Dänemark (IFPI)              | Platin                                                                 | (30.000)    |
| Deutschland (BVMI)           | Platin                                                                 | (200.000)   |
| Europa (IFPI)                | Platin                                                                 | (1.000.000) |
| Europa (Impala)              | 3× Platin                                                              | 1.500.000   |
| Frankreich (SNEP)            | Platin                                                                 | (100.000)   |
| Neuseeland (RMNZ)            | Gold                                                                   | 7.500       |
| Niederlande (NVPI)           | Platin                                                                 | (70.000)    |
| Österreich (IFPI)            | Gold                                                                   | (10.000)    |
| Portugal (AFP)               | Gold                                                                   | (10.000)    |
| Schweden (IFPI)              | Gold                                                                   | (20.000)    |
| Schweiz (IFPI)               | 2× Platin                                                              | (60.000)    |
| Vereinigtes Königreich (BPI) | Platin                                                                 | (300.000)   |
| Insgesamt                    | 5× Gold · 11× Platin ·                                                 | 1.507.500   |